# 桑名連隊区
桑名連隊区（くわなれんたいく）は、大日本帝国陸軍の連隊区の一つ。1907年（明治40年）に設置され、三重県・愛知県・岐阜県の一部地域の徴兵・召集等の兵事事務を取り扱った。1925年（大正14年）に廃止された。

## 沿革
日本陸軍の内地19個師団体制に対応するため陸軍管区表が改正（明治40年9月17日軍令陸第3号）され、1907年10月1日、桑名連隊区を新設し第3師管第30旅管に属した。
日本陸軍の第三次軍備整理に伴い陸軍管区表が改正（大正14年4月6日軍令陸第2号）され、1925年5月1日に桑名連隊区は廃止された。

## 管轄区域の変遷
その管轄区域は陸軍管区表（明治40年軍令陸第3号）により次のとおり定められた。管轄区域は、三重県区域は津連隊区から、愛知県区域は名古屋連隊区から、岐阜県区域は岐阜連隊区・鯖江連隊区から編入して形成された。
- 三重県

四日市市・桑名郡・員弁郡・三重郡
- 愛知県

中島郡・海東郡・海西郡
- 岐阜県

安八郡・羽島郡・不破郡・海津郡・養老郡
1913年（大正2年）7月4日、陸軍管区表が改正（大正2年軍令陸第6号）され、郡の合併により管轄区域の愛知県海東郡・海西郡を海部郡に改めた。
1918年（大正7年）5月29日、陸軍管区表が改正（大正7年軍令陸第16号）され、同年6月1日、管轄区域に新設の岐阜県大垣市が加えられた。
1920年（大正9年）8月7日、陸軍管区表が改正（大正9年軍令陸第10号）され、同年8月10日、岐阜連隊区から愛知県丹羽郡・葉栗郡を編入し、岐阜県大垣市・安八郡・羽島郡を同連隊区に移管した。
1923年（大正12年）3月31日、陸軍管区表が改正（大正12年軍令陸第3号）され、管轄区域に新設の愛知県一宮市が加えられた。この時点で次のように最終の管轄区域が形成された。
- 三重県

四日市市・桑名郡・員弁郡・三重郡
- 愛知県

一宮市・中島郡・丹羽郡・海部郡・葉栗郡
- 岐阜県

不破郡・海津郡・養老郡
1925年の廃止後、旧管轄区域は三分割され、三重県区域は津連隊区に、愛知県区域は名古屋連隊区に、岐阜県区域は敦賀連隊区に編入された。

## 司令官
- 高島嘉蔵 歩兵少佐：1907年10月3日 - 1913年8月22日
- 久米徳太郎 歩兵中佐：1913年8月22日 - 1916年4月1日
- 岩生力次郎 歩兵中佐：1916年4月1日 - 1917年8月6日
- 汾陽光二 歩兵中佐：1917年8月6日 - 1920年8月10日[3]
- 高井種次郎 歩兵中佐：1920年8月10日[3] - 1923年8月6日[4]
- 樫村寅之介 歩兵大佐：1923年8月6日[4] -